# Sigismondo Chigi della Rovere, IV principe di Farnese
Sigismondo Chigi Albani della Rovere, IV principe di Farnese (Roma, 15 marzo 1736 – Padova, 23 maggio 1793), è stato un economista, poeta e mecenate italiano.

## Biografia
Figlio di Agostino Chigi della Rovere, III principe di Campagnano e di sua moglie, Maria Giulia Albani, ebbe il titolo di Maresciallo di Santa Romana Chiesa e Custode perpetuo del Conclave, carica che spettava ai primogeniti di Casa Chigi di Ariccia. 
Principe dai molteplici interessi culturali, si dilettò di archeologia - seguì gli scavi nella sua tenuta di Porcigliano e nel 1771 scelse come suo bibliotecario e consulente per l'archeologia Ennio Quirino Visconti - e di arte. In quest'ultimo ambito, volle cicli pittorici nei palazzi Chigi di Roma e di Ariccia; nel 1772 commissionò allo scultore Agostino Penna il ritratto della prima moglie, Maria Flaminia Odescalchi dei duchi di Bracciano, morta di parto in giovanissima età, per il monumento sepolcrale alla Basilica di Santa Maria del Popolo, e ne fece realizzare una replica, a medaglione, ora visibile a palazzo Chigi di Ariccia. 
Sigismondo Chigi fu membro dell'Arcadia, col nome di Astridio Dafnitico. Anticlericale, illuminista, innamorato della cultura francese, studiò una riforma economica e politica dello Stato Pontificio. Pubblicò nel 1781, in due volumi, Economia Naturale e Politica, che è considerata la sua opera più significativa. Nel suo feudo di Ariccia sperimentò innovazioni agricole, come la piantagione di gelsi. Il principe Sigismondo Chigi era anche un uomo che univa la bizzarria all'audacia: da una lato era sospettato di appartenere alla Massoneria (ed era il caso, poiché ospitò il fratello massone Friederich Münter durante il suo viaggio in Italia), dall'altro era inviso per le sue simpatie con membri della disciolta Compagnia di Gesù. Nel 1773 il papa, cedendo alle insistenze di Spagna, Francia, Napoli e Parma, le quattro potenze "borboniche" legate dal cosiddetto patto di famiglia, aveva sciolto la Compagnia di Gesù.
Dimostrò un temperamento violento verso la seconda moglie, Maria Giovanna de' Medici d'Ottajano, e nel 1790 fu processato per il presunto tentato avvelenamento del cardinale Filippo Carandini, Prefetto della Congregazione del Buon Governo; deposto da ogni carica, nel 1791 il Chigi fu condannato al carcere perpetuo in contumacia. Errabondo in Italia, si rifugiò a Padova, dove morì. I beni che gli erano stati sequestrati, tra cui palazzo Chigi di Ariccia, furono restituiti al figlio primogenito, erede del titolo.
Frequentò e protesse Vittorio Alfieri e Metastasio. Vincenzo Monti gli ha dedicato nel 1783 i Versi Sciolti.

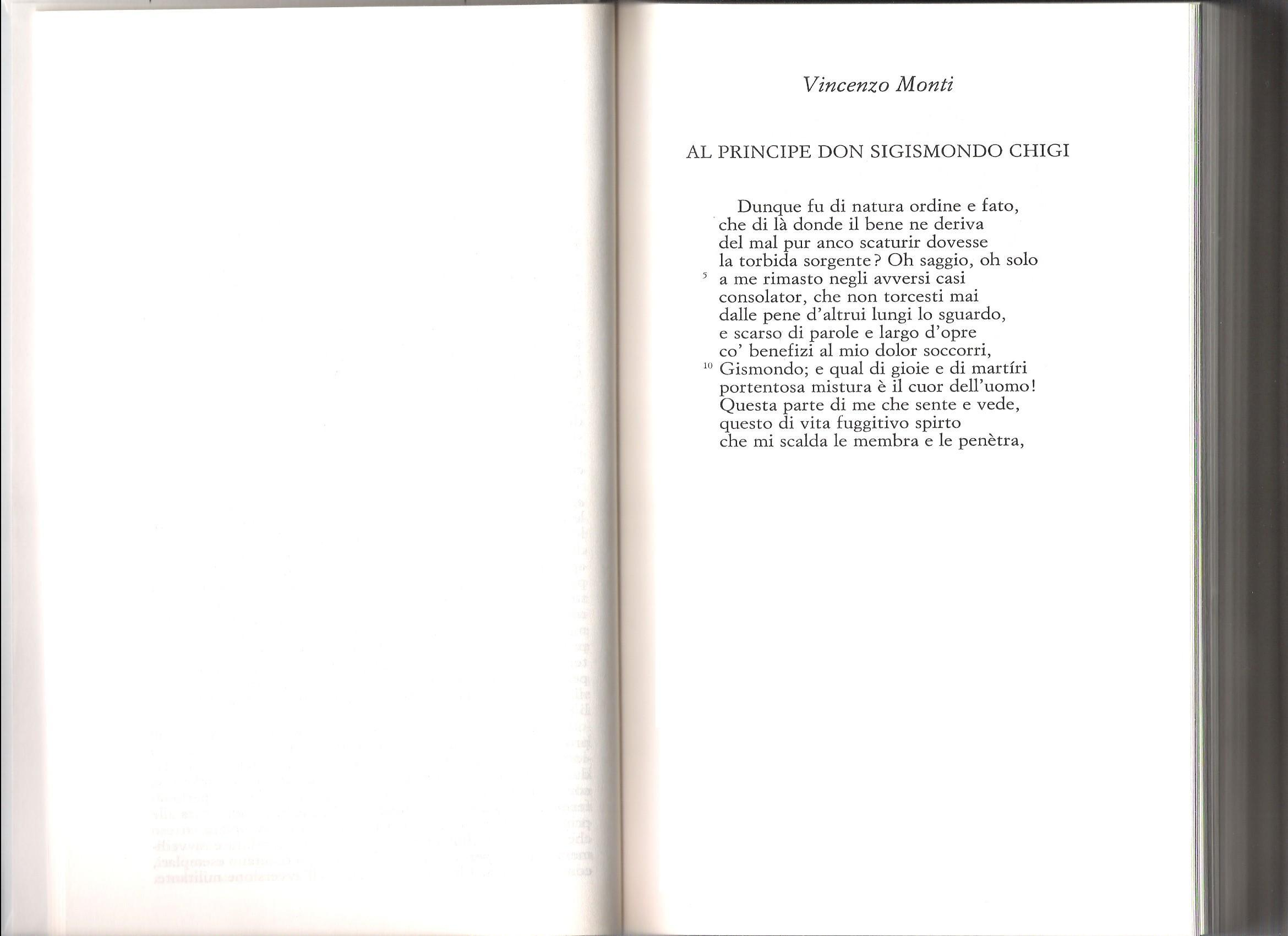
Vincenzo Monti, Al Principe Don Sigismondo Chigi

### La satira contro il Conclave
Durante la Sede Vacante del 1774, a seguito della morte di papa Clemente XIV Ganganelli, la satira superò i limiti. Girava un melodramma anonimo, Il Conclave dell'anno 1774, che sbeffeggiava i più papabili membri del Sacro Collegio, mentre il Conclave era già riunito per eleggere un nuovo papa. Un esemplare del libello fu simbolicamente arso per mano del boia, a piazza Colonna, il 19 novembre, quando per tutta Roma giravano da alcune settimane le copie. Si seppe che ne era autore il principe Sigismondo Chigi. Un sacerdote fiorentino, di nome Gaetano Sertor, si presentò spontaneamente, dichiarando di essere autore unico del libello. Fu bandito per sempre da tutto lo Stato Pontificio. Pio VI salì al soglio pontificio.

### La berlina Chigi
Al Museo di Roma si conserva una delle due eleganti berline, di fabbricazione francese, acquistate da Sigismondo Chigi nel 1776, in occasione delle sue seconde nozze che ebbero luogo a Napoli. La berlina, con lo stemma Chigi, ha i fianchi lievemente bombati; l'abitacolo è chiuso da vetri e poggia su due assi, cui è assicurato da larghi tiranti in cuoio. Le sospensioni sono molle di fabbricazione inglese.
A palazzo Chigi di Ariccia si conserva la serie di chiavi, usate dai principi di casa Chigi per chiudere i cardinali riuniti in Conclave: la più antica risale ai primi del Settecento, la più moderna è quella del Conclave da cui uscì eletto Giovanni XXIII. Il suo successore Paolo VI ha abolito questo privilegio dei Chigi.

## Matrimoni e discendenza
Il 14 ottobre 1767 sposò in prime nozze Maria Flaminia (1750 - 1771), figlia del principe Livio Odescalchi, dalla quale ebbe tre figli:
- Eleonora (15 luglio 1768-29 agosto 1839)[7], sposò nel 1787 don Filippo Caetani dei duchi di Sermoneta (1758-1807);
- Virginia (18 gennaio 1770-1842)[8], sposò nel 1791 il N.H. Giovanni Carlo Grimani di Venezia (1739-1792);
- Agostino (1771-1855), suo erede e successore.

Il 10 novembre 1776 sposò in seconde nozze Maria Giovanna de' Medici d'Ottajano (... - 1791); la coppia si separò già nell'ottobre 1777, quando la sposa rientrò a Napoli presso la famiglia paterna.

## Albero genealogico
|                                                          |               |                                                       | Genitori                     |  |  | Nonni |  |  | Bisnonni                                 |  |  | Trisnonni     |  |
|                                                          |               |                                                       |                              |  |  |       |  |  | Agostino Chigi, I principe di Campagnano |  |  | Augusto Chigi |  |
|                                                          |               |                                                       |                              |  |  |       |  |  | Agostino Chigi, I principe di Campagnano |  |  | Augusto Chigi |  |
|                                                          |               | Olimpia Della Ciaia                                   |                              |  |  |       |  |  | Agostino Chigi, I principe di Campagnano |  |  |               |  |
| Augusto Chigi, II principe di Campagnano                 |               |                                                       |                              |  |  |       |  |  | Agostino Chigi, I principe di Campagnano |  |  |               |  |
|                                                          |               | Maria Virginia Borghese                               | Paolo Borghese               |  |  |       |  |  |                                          |  |  |               |  |
|                                                          |               | Maria Virginia Borghese                               | Paolo Borghese               |  |  |       |  |  |                                          |  |  |               |  |
|                                                          |               | Maria Virginia Borghese                               | Olimpia Aldobrandini         |  |  |       |  |  |                                          |  |  |               |  |
| Agostino Chigi della Rovere, III principe di Campagnano  |               | Maria Virginia Borghese                               |                              |  |  |       |  |  |                                          |  |  |               |  |
|                                                          |               | Giovanni Battista Rospigliosi, I principe Rospigliosi | Camillo Domenico Rospigliosi |  |  |       |  |  |                                          |  |  |               |  |
|                                                          |               | Giovanni Battista Rospigliosi, I principe Rospigliosi | Camillo Domenico Rospigliosi |  |  |       |  |  |                                          |  |  |               |  |
|                                                          |               | Giovanni Battista Rospigliosi, I principe Rospigliosi | Lucrezia Cellesi             |  |  |       |  |  |                                          |  |  |               |  |
| Eleonora Rospigliosi                                     |               | Giovanni Battista Rospigliosi, I principe Rospigliosi |                              |  |  |       |  |  |                                          |  |  |               |  |
|                                                          |               | Maria Camilla Pallavicini                             | Stefano Pallavicini          |  |  |       |  |  |                                          |  |  |               |  |
|                                                          |               | Maria Camilla Pallavicini                             | Stefano Pallavicini          |  |  |       |  |  |                                          |  |  |               |  |
|                                                          |               | Maria Camilla Pallavicini                             | Livia de' Franchi Toso       |  |  |       |  |  |                                          |  |  |               |  |
| Sigismondo Chigi della Rovere, IV principe di Campagnano |               | Maria Camilla Pallavicini                             |                              |  |  |       |  |  |                                          |  |  |               |  |
|                                                          | Orazio Albani | Carlo Albani                                          |                              |  |  |       |  |  |                                          |  |  |               |  |
|                                                          | Orazio Albani | Carlo Albani                                          |                              |  |  |       |  |  |                                          |  |  |               |  |
|                                                          | Orazio Albani | Elena Mosca                                           |                              |  |  |       |  |  |                                          |  |  |               |  |
| Carlo Albani, I principe di Soriano nel Cimino           | Orazio Albani |                                                       |                              |  |  |       |  |  |                                          |  |  |               |  |
|                                                          |               | Maria Bernarda Ondedei                                | Ottavio Ondedei              |  |  |       |  |  |                                          |  |  |               |  |
|                                                          |               | Maria Bernarda Ondedei                                | Ottavio Ondedei              |  |  |       |  |  |                                          |  |  |               |  |
|                                                          |               | Maria Bernarda Ondedei                                | …                            |  |  |       |  |  |                                          |  |  |               |  |
| Maria Giulia Albani                                      |               | Maria Bernarda Ondedei                                |                              |  |  |       |  |  |                                          |  |  |               |  |
|                                                          |               | Carlo Borromeo Arese                                  | Renato II Borromeo           |  |  |       |  |  |                                          |  |  |               |  |
|                                                          |               | Carlo Borromeo Arese                                  | Renato II Borromeo           |  |  |       |  |  |                                          |  |  |               |  |
|                                                          |               | Carlo Borromeo Arese                                  | Giulia Arese                 |  |  |       |  |  |                                          |  |  |               |  |
| Teresa Virginia Borromeo Arese                           |               | Carlo Borromeo Arese                                  |                              |  |  |       |  |  |                                          |  |  |               |  |
|                                                          |               | Giovanna Odescalchi                                   | Carlo Odescalchi             |  |  |       |  |  |                                          |  |  |               |  |
|                                                          |               | Giovanna Odescalchi                                   | Carlo Odescalchi             |  |  |       |  |  |                                          |  |  |               |  |
|                                                          |               | Giovanna Odescalchi                                   | Beatrice Cusani              |  |  |       |  |  |                                          |  |  |               |  |
|                                                          |               | Giovanna Odescalchi                                   |                              |  |  |       |  |  |                                          |  |  |               |  |